# 詹姆斯·杰克逊
詹姆斯·杰克逊（James Jackson）可能是指：
- 詹姆斯·杰克逊 (橄榄球)（英语：James Jackson (American football)），美国橄榄球运动员
- 詹姆斯·杰克逊 (牧师)（英语：James Jackson (clergyman)），加拿大卫理公会牧师。
- 詹姆斯·杰克逊 (政治家)，美国独立战争士兵、乔治亚州议员、美国国会参议员、乔治亚州州长。
- 詹姆斯·杰克逊 (议员)（英语：James Jackson (congressman)），乔治亚州议员，是国会参议员詹姆斯·杰克逊之孙。
- 詹姆斯·杰克逊 (自行车)（英语：James Jackson (cyclist)），加拿大奥林匹克自行车运动员。
- 詹姆斯·杰克逊 (物理学家)（英语：James Jackson (physician)），麻省物理学家。
- 詹姆斯·杰克逊 (钢铁制造商)（英语：James Jackson (steelmaker)），一位英国商人，在法国建立第一个钢铁制造厂。
- 詹姆斯·F·杰克逊（英语：James F. Jackson），美国空军中将。
- 詹姆斯·海特·杰克逊（英语：James Hayter Jackson），是一名新西兰的水手和贸易商。
- 詹姆斯·M·杰克逊（英语：James M. Jackson），西弗吉尼亚州参议员。